# Denis Thatcher

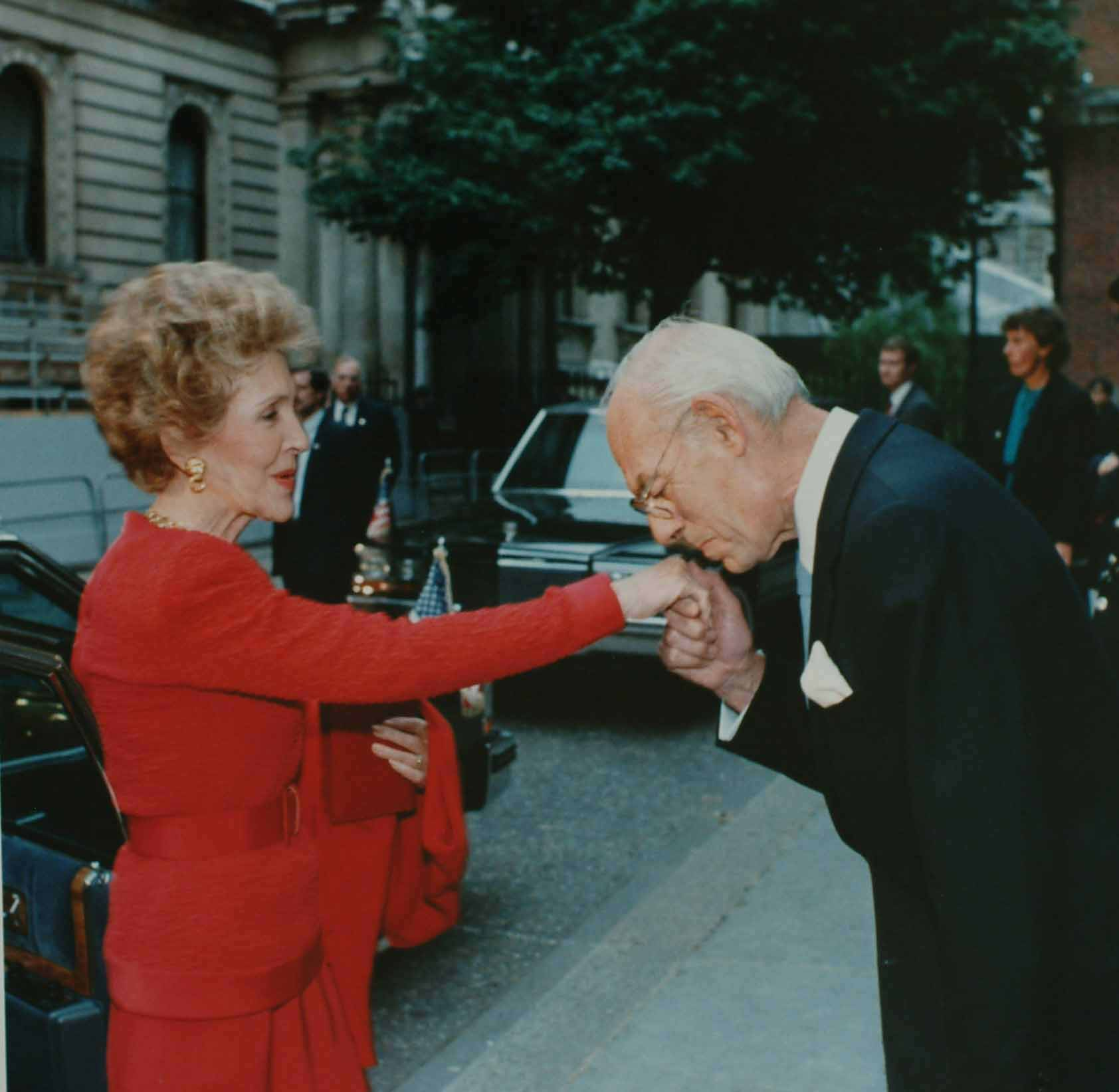
Denis Thatcher kysser USA:s första dam Nancy Reagan på handen, utanför 10 Downing Street i London den 2 juni 1988.

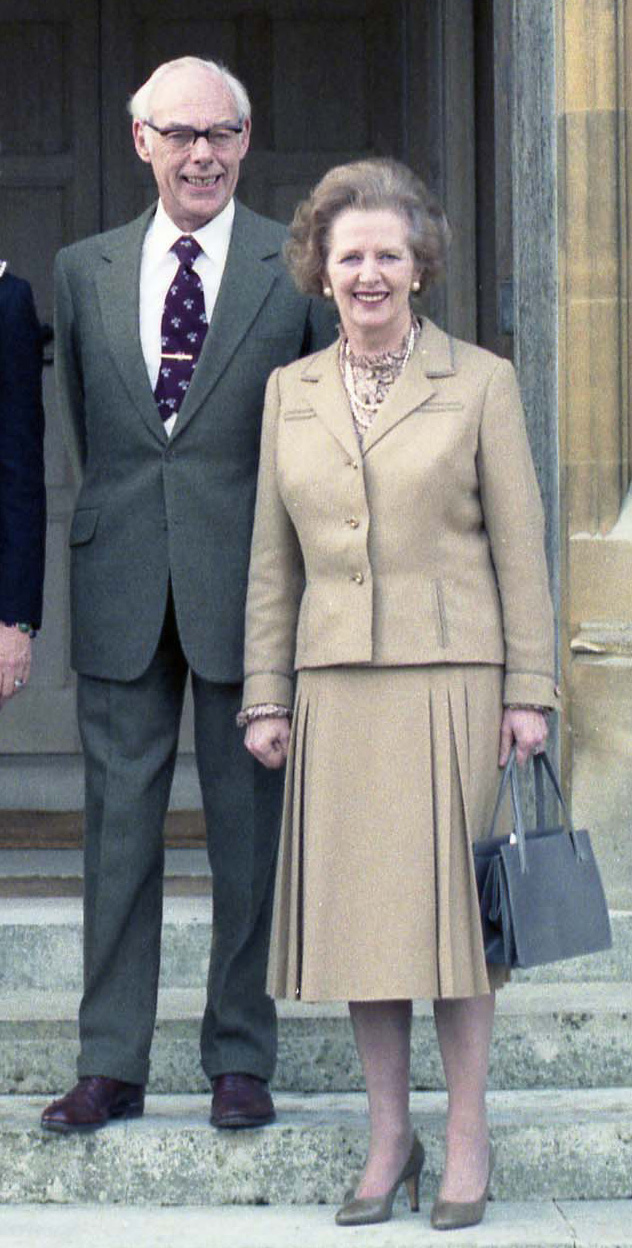
Makarna Thatcher i februari 1984.

Denis Thatcher, 1st Baronet, född 10 maj 1915 i Lewisham, London, död 26 juni 2003 i London, var en brittisk affärsman. Han gifte sig med den blivande premiärministern Margaret Thatcher (född Roberts) den 13 december 1951 och var gift med henne fram till sin död. Han upphöjdes 1991 till baronet, en titel som vid hans död ärvdes av sonen Mark.